# Amt Büsum-Wesselburen
Das Amt Büsum-Wesselburen ist ein Amt im Kreis Dithmarschen in Schleswig-Holstein. Die Verwaltungsgeschäfte werden durch die hauptamtlich verwaltete Gemeinde Büsum wahrgenommen.

## Amtsangehörige Gemeinden
1. Büsum
2. Büsumer Deichhausen
3. Friedrichsgabekoog
4. Hedwigenkoog
5. Hellschen-Heringsand-Unterschaar
6. Hillgroven
7. Norddeich
8. Oesterdeichstrich
9. Oesterwurth
10. Reinsbüttel
11. Schülp
12. Strübbel
13. Süderdeich
14. Warwerort
15. Wesselburen, Stadt
16. Wesselburener Deichhausen
17. Wesselburenerkoog
18. Westerdeichstrich

## Geschichte
Das Amt Büsum-Wesselburen wurde zum 25. Mai 2008 aus der amtsfreien Stadt Wesselburen und den Gemeinden der Ämter Kirchspielslandgemeinde Büsum und Kirchspielslandgemeinde Wesselburen gebildet.

## Geografie
Das Amt grenzt direkt an den Nationalpark Schleswig-Holsteinisches Wattenmeer.  Nach Norden hin bilden die Eider und das Eidersperrwerk die Grenze zum Kreis Nordfriesland.

## Wappen
Blasonierung: „In Silber der golden nimbierte heilige Clemens in golden bordiertem roten Ornat und mit erhobener linker Hand, der in der rechten Hand einen aufrechten schwarzen Anker hält. Ihm unterlegt ist ein breiter, mit drei silbernen Wellenfäden belegter blauer Wellenbalken.“
Das Wappen wurde bereits vom Amt Kirchspielslandgemeinde Büsum geführt. Die heute evangelisch-lutherische Kirche von Büsum trägt seit dem 13. Jahrhundert das Patrozinium des hl. Clemens, der der Legende nach im Schwarzen Meer, an einen Anker gebunden, das Martyrium erlitt.

## Wirtschaft
Wirtschaftlich sind vor allem Landwirtschaft und Tourismus bedeutsam.